# Paradromulia phana
Paradromulia phana là một loài bướm đêm trong họ Geometridae.